# Twinport
Twinport ist die Markenbezeichnung für eine Motorentechnik des Automobilherstellers Opel, welche bei anderen Herstellern meist durch Ladungsbewegungsklappen realisiert wird. Damit soll bei nicht aufgeladenen Viertakt-Ottomotoren der Kraftstoffverbrauch verringert werden. Twinport wurde ab 2003 bei allen 3- und 4-Zylinder-Motoren mit Vierventil-Zylinderköpfen und bis zu 1,6 Liter Hubraum im Hause Opel und vermutlich auch weltweit beim General-Motors-Konzern (GM) eingeführt.

## Beschreibung
Der Ausdruck Twinport bedeutet – dem englischen Wort twin = Zwilling entsprechend –, dass für jeden Zylinder zwei Ansaugkanäle zur Verfügung stehen, ein Drall- und ein Füllkanal. Die Einspritzdüsen befinden sich im Einlasssammler unmittelbar vor den Einlasskanälen. Beide Kanäle sind durch ein kleines „Einspritzfenster“ miteinander verbunden, so dass in beide Kanäle Kraftstoff gelangen kann. Bei Lastzuständen unter 50 Prozent saugt der Motor nur über den Drallkanal Gemisch an. Der Füllkanal ist durch eine unterdruckgesteuerte Klappe geschlossen. Durch den niedrigen Querschnitt erhöht sich die Ansauggeschwindigkeit und im Zylinder entsteht eine tangentiale Strömung, die einen Strömungswirbel erzeugt. Dies ergibt eine Verbrauchsminderung von bis zu sechs Prozent. Steigt die Last über 50 Prozent, wird die Klappe im Füllkanal geöffnet, da bei zu hohen Drehzahlen die Strömung im Drallkanal zu schnell wird, was zu hohen Strömungsverlusten führt.

## Ausführungen
Das Twinport-System wurde zuerst im Opel Astra angeboten und später auch in anderen Modellen. Die Twinport-Aggregate von Opel gibt es mit folgenden Hubraum- und Leistungswerten:
| Motor  | Hubraum  | Bohrung × Hub     | Ventile | Verdichtung | Leistung bei 1/min      | Drehmoment bei 1/min |
| ------ | -------- | ----------------- | ------- | ----------- | ----------------------- | -------------------- |
| Z10XEP | 998 cm3  | 73,4 mm × 78,6 mm | 12      | 10,5:1      | 44 kW (60 PS) bei 5600  | 88 Nm bei 3800       |
| A10XEP | 998 cm3  | 73,4 mm × 78,6 mm | 12      | 10,5:1      | 48 kW (65 PS) bei 5300  | 90 Nm bei 4000       |
| A12XEL | 1229 cm3 | 73,4 mm × 72,6 mm | 16      | 10,5:1      | 51 kW (70 PS) bei 5600  | 115 Nm bei 4000      |
| Z12XEP | 1229 cm3 | 73,4 mm × 72,6 mm | 16      | 10,5:1      | 59 kW (80 PS) bei 5600  | 110 Nm bei 4000      |
| A12XE  | 1229 cm3 | 73,4 mm × 72,6 mm | 16      | 10,5:1      | 63 kW (86 PS) bei 5600  | 115 Nm bei 4000      |
| Z14XEL | 1364 cm3 | 73,4 mm × 80,6 mm | 16      | 10,5:1      | 55 kW (75 PS) bei 5200  | 120 Nm bei 3800      |
| Z14XEP | 1364 cm3 | 73,4 mm × 80,6 mm | 16      | 10,5:1      | 66 kW (90 PS) bei 5600  | 125 Nm bei 4000      |
| A14XEL | 1398 cm3 | 73,4 mm × 82,6 mm | 16      | 10,5:1      | 64 kW (87 PS) bei 6000  | 130 Nm bei 4000      |
| A14XER | 1398 cm3 | 73,4 mm × 82,6 mm | 16      | 10,5:1      | 74 kW (101 PS) bei 6000 | 130 Nm bei 4000      |
| Z16XEP | 1598 cm3 | 79,0 mm × 81,5 mm | 16      | 10,5:1      | 76 kW (103 PS) bei 6000 | 147 Nm bei 3600      |
| Z16XEP | 1598 cm3 | 79,0 mm × 81,5 mm | 16      | 10,5:1      | 77 kW (105 PS) bei 6000 | 150 Nm bei 3900      |

## Verwendung
Z10XEP
- Agila A
- Corsa C
- Corsa D

A10XEP
- Corsa D

A12XEL
- Corsa D

Z12XEP
- Agila A
- Corsa C
- Corsa D

A12XER
- Corsa D

Z14XEL
- Astra H (nur in Österreich)

Z14XEP
- Astra Classic II
- Astra H
- Corsa C
- Corsa D
- Meriva A
- Tigra B

A14XEL
- Corsa D
- Astra J

A14XER
- Corsa D
- Astra J
- Meriva B

Z16XEP
- Astra G (103 PS)
- Astra Classic II (103 PS)
- Astra H
- Meriva A
- Vectra C
- Zafira B
- Fiat Stilo

## Ähnliches
- Sprachlich ganz ähnlich wie Twinport klingt Doppelport. Damit sind jedoch zwei Auslasskanäle oder bei Zweitaktmotoren zwei Auslassschlitze je Zylinder gemeint, von jedem Zylinder führen dabei zwei Auspuffrohre weg. Diese Technik hat beim Zweitaktmotor Vorteile, um große Auslassquerschnitte unterzubringen; denn zu breite Schlitze gefährden die Kolbenringe, es sei denn, man unterbricht einen breiten Schlitz durch einen Steg. Außerdem ermöglichen mehrere Schlitze dem Konstrukteur, die Gemischströmung zu beeinflussen. Konstruktionsbeispiele für Doppelport-Auspuffsysteme sind u. a. bei den Viertaktern einige J.A.P.-Motoren, bei Zweitaktmotorrädern der Typ MZ ES 250 Doppelport.
- Eine drehzahl- bzw. lastabhängige Umschaltung zwischen zwei unterschiedlich langen Ansaugwegen für alle Zylinder gab es bei Opel/GM schon gut 20 Jahre früher unter dem Namen Dual ram (in der Werbung oft verwirrend DUAL-RAM geschrieben) und bei BMW als Ansaugschaltrohr. Dual ram bedeutet übersetzt: doppelter Ansaugweg. Diese Technik wurde bei 6-Zylinder-Motoren von Opel/GM eingesetzt. BMWs Ansaugschaltrohr hatte eine drehzahlabhängige Umschaltung.

Das erste serienmäßig verbaute Schaltsaugrohr wurde aber bereits 1986 im Porsche 928 S4 (5.0L, 32V, 320PS, Modelljahrgang 1987) verbaut.
- Fast zum Verwechseln ähnlich ist die Bezeichnung Dual-Port-RAM in der Technik der Halbleiterspeicher. Diese Speicher ermöglichen gleichzeitig zwei Lesezugriffe.